# Эвальд, Марсель
Марсель Эвальд (нем. Marcel Ewald, р.29 июня 1983) — немецкий борец вольного стиля, призёр чемпионатов Европы и Европейских игр.

## Биография
Родился в 1983 году в Карлсруэ. В 2007 году стал серебряным призёром чемпионата Европы. На чемпионате Европы 2010 года стал обладателем бронзовой медали. В 2015 году завоевал серебряную медаль Европейских игр.